# Live Picks
『LivePicks』（ライブピックス）は2017年7月3日から2018年3月28日まで配信されていた経済ニュース番組である。フジテレビのニュースポータルサイト「ホウドウキョク」とNewsPicksのアプリで、月曜日から木曜日の22:00（JST）から22:45（JST）まで生配信されていた。（但し、祝日は休みになることが多かった。）そして、2018年1月10日配信分からは毎週水曜日のみの配信となっていた。（時間帯は以前と同様。）

## 出演者（レギュラー）

### ホスト
番組終了時点での担当者
- 佐々木紀彦（NewsPicks編集長、2017年7月3日 - 2018年3月28日）※2017年9月までは毎日出演、同年10月から12月までは月・水のみの出演。

過去の担当者
- 火曜 ‐ 洪由姫（NewsPicks編集部、2017年10月3日 - 2017年12月26日）
木曜日は持ち回りでNewsPicks編集部の記者1名がホストを務めた。

### アシスタント
番組終了時点での担当者
- 千代島瑞希（2017年7月3日 - 2018年3月28日）※2017年9月までは月曜から水曜まで担当。2017年10月から2017年12月までは月曜日と水曜日のみの担当。

過去の担当者
- 火曜 ‐ 久下真以子（2017年10月3日 - 2017年12月26日）※2017年9月まではToday’s Pickのコーナーを担当。2017年10月からは火曜日アシスタントを担当。
- 木曜 ‐ 阿部知代（2017年7月6日 - 2017年12月21日）

### コメンテーター
番組終了時点での出演者
- 落合陽一（筑波大学学長補佐、ピクシーダストテクノロジーズ社長、2017年7月5日 - 2018年3月28日）- 毎週水曜日に出演。

過去の出演者
- 厚切りジェイソン（2017年7月3日 - 2017年9月25日）- 毎週月曜日に出演。

### ニュースゾーンキャスター
番組終了時点での担当者
- 久代萌美（2017年10月4日 - 2018年3月28日） -Today’s Pickのニュース原稿読みを担当。同日夜のBSフジニュースを兼務。

#### 過去の担当者
2017年7月3日～2017年8月31日
この前に生配信されていたFLAG7のアシスタントを兼務。
- 月曜 - 久下真以子
- 火曜 - 海老原優香
- 水曜 - 鈴木理香子
- 木曜 - 松村未央

2017年9月4日～2017年9月29日
久下真以子、鈴木理香子
2017年10月2日～2017年12月26日
2017年10月から同年12月までは主に夜のBSフジニュースキャスターが兼務。
- 月曜 - 小穴浩司（2017年10月2日 - 2017年12月25日）
- 火曜 - 小澤陽子（2017年10月3日 - 2017年12月26日）
- 木曜 - 大村晟（2017年10月5日 - 2017年12月21日）